# Aleksandr Kokorin
Alexandre Alexandrovitch Kokorine (en russe : Алекса́ндр Алекса́ндрович Коко́рин) né le 19 mars 1991 à Valouïki, est un footballeur international russe évoluant au poste d'attaquant à l'Aris Limassol, en prêt de l'ACF Fiorentina.
Formé au Lokomotiv Moscou, il s'engage avec le Dynamo Moscou en 2008 et fait rapidement ses débuts avec l'équipe première. Son intégration rapide et ses prestations lui permettent de jouer avec l'équipe de Russie espoirs où il se distingue rapidement. Il rejoint l'Anji Makhatchkala en juillet 2013 mais fait son retour au Dynamo Moscou en août, l'Anji Makhatchkala ayant décidé de réduire son budget.
En novembre 2011, il dispute son premier match avec la sélection russe à l'âge de 20 ans.

## Biographie

### Carrière en club

#### Dynamo Moscou (2008-2015)

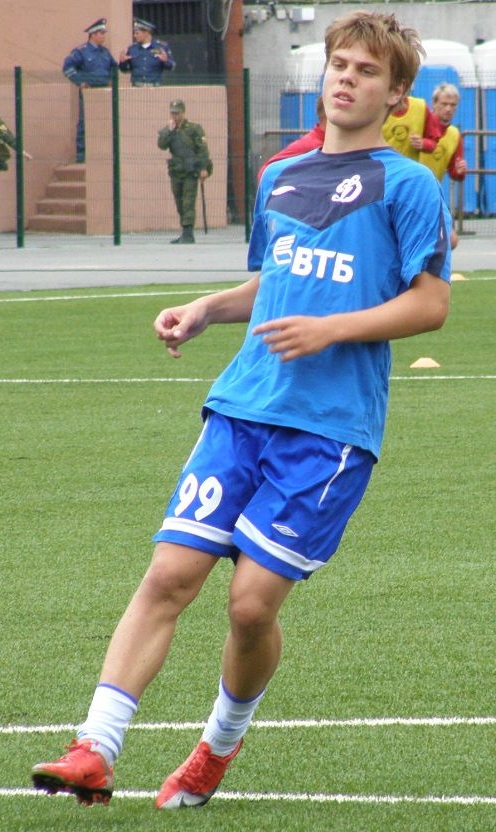
Alexandre Kokorine avec le Dynamo Moscou en 2009.

Kokorine fait ses débuts pour l'équipe première du Dynamo Moscou le 4 octobre 2008 face au Saturn Ramenskoïe. Il entre alors en jeu à la mi-temps et marque le but égalisateur 18 minutes plus tard tandis que les siens l'emportent finalement 2-1. Il devient à cette occasion le plus jeune joueur du club à marquer en championnat à l'âge de 17 ans et 199 jours. Il inscrit un mois plus tard le but de la victoire face au Lokomotiv Moscou tandis qu'il termine la fin de saison avec sept rencontres jouées en championnat, où le Dynamo termine à la troisième place.
Lors de la saison 2009 du championnat, Kokorine se voit accorder plus de temps de jeu. Il effectue alors 24 apparitions dont 15 comme titulaire et marque deux buts. Il marque son premier but en compétitions européennes le 29 juillet 2009 face le Celtic Glasgow lors du troisième tour des qualifications à la Ligue des champions, donnant ainsi la victoire à son équipe. Il ne peut cependant empêcher l'élimination des siens à l'issue du match retour.
En 2010, Kokorine est moins performant avec son club, son temps de jeu diminue et il ne parvient pas à inscrire le moindre but en 26 matchs toutes compétitions confondues. Malgré cela, son contrat est prolongé en février 2011 pour une durée de trois ans et demi. Son entraîneur Miodrag Božović le place par la suite sur le banc pour le début de l'exercice 2011-2012. Il ne joue ainsi plus jusqu'à ce que Sergueï Silkine soit nommé à la tête de l'équipe et le fasse entrer en jeu face à l'Anji Makhachkala le 25 avril 2011, lors de la 6e journée du championnat, rencontre durant laquelle il marque un but. Dès lors, il apparaît plus souvent avec le Dynamo tandis que ses prestations lui permettent d'obtenir une place de titulaire. Il dispute ainsi notamment la finale de la Coupe de Russie face au Roubine Kazan le 9 mai 2012. Le Dynamo Moscou termine la saison à la quatrième place du championnat tandis que Kokorine cumule 37 matchs joués pour cinq buts marqués dans la compétition.
Sa saison 2012-2013 commence également de manière positive, notamment en coupe d'Europe où il marque trois buts lors de la phase qualificative de la Ligue Europa. En championnat, il connaît sa saison la plus prolifique avec dix buts inscrits, incluant deux doublés contre le Mordovia Saransk et le Spartak Moscou tandis que son équipe se classe septième.
Le 4 juillet 2013, il rejoint l'Anji Makhatchkala pour un montant de 19 millions d'euros, mais fait finalement son retour au Dynamo Moscou dès le 16 août, l'Anji ayant entre-temps décidé de réduire drastiquement son budget à la suite de résultats mitigés en championnat et de la mise en retrait de son actionnaire principal, Kokorine n'ayant ainsi jamais joué le moindre match pour le club. Retrouvant rapidement sa place de titulaire à Moscou, il y connaît une nouvelle saison à dix buts et contribue à la quatrième place de l'équipe en championnat à l'issue de l'exercice.
La première journée de la saison 2014-2015 le voit inscrire le premier triplé de sa carrière face au FK Rostov à l'occasion d'une victoire 7-2 des siens le 3 août 2014. Il porte également de manière régulière le brassard de capitaine tout au long de la saison et participe activement à la campagne du club en Ligue Europa, avec qui il atteint le stade des huitièmes de finale. En championnat, il est en tout buteur à huit reprises tandis que le Dynamo termine à nouveau quatrième. Il est utilisé de manière plus irrégulière durant la première moitié d'exercice 2015-2016 en raison de suspensions et de blessures, bien qu'il inscrive quatre buts lors des huit rencontres qu'il parvient à disputer.

#### Zénith Saint-Pétersbourg et passage en prison (2016-2021)
Le 30 janvier 2016, il s'engage avec le Zénith Saint-Pétersbourg pour 3 années.
Le 11 octobre 2018, Alexandre Kokorine et Pavel Mamaïev ont été placés en détention provisoire pour deux mois après les agressions dont ils sont accusés.Ils risqueraient jusqu'à 5 ans de prison les clubs pour lesquels ils jouaient ont promis qu'ils allaient suspendre leur contrat à vie.
Le 6 mai 2019, il est condamné à un an et cinq mois de prison ferme par le parquet russe. Il est licencié par son club.
Le 17 septembre 2019, lui et Pavel Mamaïev sont libérés de prison pour bonne conduite. Prolongé dans la foulée par le Zénith, il est cependant inéligible pour jouer durant le reste de l'année 2019, la date d'enregistrement des effectifs ayant alors été dépassée. Au mois de janvier 2020, le Zénith et le FK Sotchi annoncent un accord dans le cadre du prêt du joueur à cette dernière équipe pour la fin de la saison 2019-2020, et ce malgré son refus apparent. Après un mois d'incertitude, le prêt est finalement confirmé à la mi-février. Il inscrit un but pour ses débuts avec le club le 1er mars, à l'occasion d'une défaite 2-1 contre l'Arsenal Toula, son premier match officiel depuis octobre 2018.

#### Spartak Moscou (2020-2021)
Le 2 août 2020, il signe pour trois saisons avec le Spartak Moscou.

#### ACF Fiorentina (depuis 2021)
Le 27 janvier 2021, l'international russe, peu utilisé avec le Spartak Moscou, signe un contrat de trois ans avec l'ACF Fiorentina. Il s'agit de sa première expérience hors de son pays natal.

### Carrière en sélection

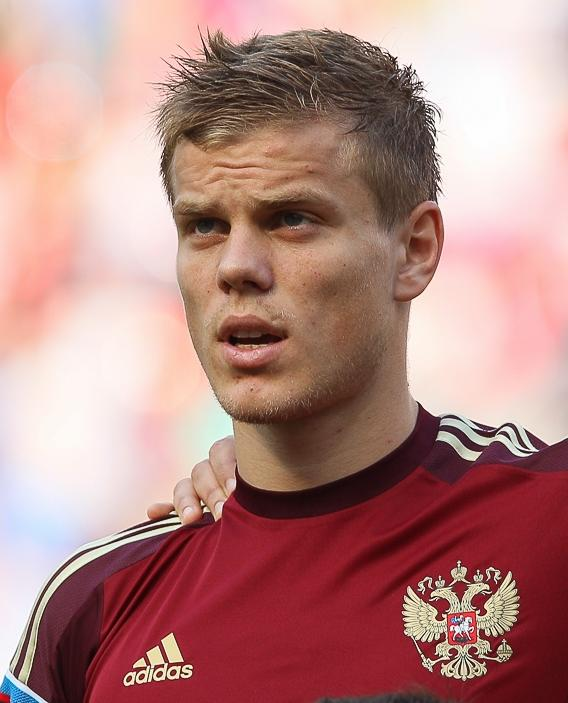
Kokorine avec la sélection russe en 2014.

Avec des débuts précoces en club, Alexandre Kokorine se fait vite remarquer et est convoqué par Igor Kolyvanov, le sélectionneur de l'équipe de Russie espoirs, en 2009. Il devient un membre important de l'équipe espoir qui se bat pour une qualification à l'Euro 2011. Il est l'un des joueurs les plus utilisés par le sélectionneur Igor Kolyvanov lors des éliminatoires de l'Euro 2011 avec 7 des 10 matchs de sa sélection joués.
À la suite de l’échec de la qualification au championnat d'Europe espoirs, Nikolaï Pissarev remplace Kolyvanov à la tête de l'équipe espoirs. Le nouveau sélectionneur compte sur Kokorine pour se qualifier à l'Euro 2013 et il l'utilise donc comme titulaire lors des 5 matchs amicaux de 2010 et 2011. La Russie parvient notamment à battre la France et faire match nul contre l'Espagne, futur vainqueur de l'Euro 2011,.
Les espoirs russes entament les éliminatoires de l'Euro 2013 par une victoire 0-2 face à la Pologne avec un but inscrit par Kokorine. Le 7 octobre 2011, Alexandre Kokorine s'offre un triplé (le premier de sa carrière) lors de la large victoire contre la Moldavie (0-6) et permet à la Russie de prendre la tête de son groupe de qualification à l'Euro. Quatre jours plus tard, lui et son partenaire en club, Fiodor Smolov, inscrivent un but dans le match à domicile contre le Portugal (2-1),.
Convoqué à la Coupe du monde 2014 au Brésil, il inscrit un but face à l'Algérie lors du dernier match de poules. 

## Statistiques
| Saison                | Club                     | Championnat           | Championnat | Championnat | Coupe(s) nationale(s) | Coupe(s) nationale(s) | Compétition(s) continentale(s) | Compétition(s) continentale(s) | Compétition(s) continentale(s) | Russie | Russie | Total | Total |
| Saison                | Club                     | Division              | M.          | B.          | M.                    | B.                    | Comp.                          | M.                             | B.                             | M.     | B.     | M.    | B.    |
| 2008                  | Dynamo Moscou            | D1                    | 7           | 2           | -                     | -                     | -                              | -                              | -                              | -      | -      | 7     | 2     |
| 2009                  | Dynamo Moscou            | D1                    | 24          | 2           | 3                     | 0                     | C1+C3                          | 4                              | 1                              | -      | -      | 31    | 3     |
| 2010                  | Dynamo Moscou            | D1                    | 24          | 0           | 2                     | 0                     | -                              | -                              | -                              | -      | -      | 26    | 0     |
| 2011-2012             | Dynamo Moscou            | D1                    | 37          | 5           | 4                     | 2                     | -                              | -                              | -                              | 6      | 0      | 47    | 7     |
| 2012-2013             | Dynamo Moscou            | D1                    | 22          | 10          | 1                     | 0                     | C3                             | 3                              | 3                              | 7      | 1      | 33    | 14    |
| 2013-2014             | Dynamo Moscou            | D1                    | 22          | 10          | 1                     | 0                     | -                              | -                              | -                              | 12     | 5      | 35    | 15    |
| 2014-2015             | Dynamo Moscou            | D1                    | 27          | 8           | 1                     | 0                     | C3                             | 11                             | 2                              | 7      | 2      | 46    | 12    |
| 2015-2016             | Dynamo Moscou            | D1                    | 8           | 4           | 2                     | 1                     | -                              | -                              | -                              | 4      | 2      | 14    | 7     |
| Sous-total            | Sous-total               | Sous-total            | 171         | 41          | 14                    | 3                     | -                              | 18                             | 6                              | 36     | 10     | 239   | 60    |
| 2015-2016             | Zénith Saint-Pétersbourg | D1                    | 10          | 2           | 2                     | 1                     | C1                             | 2                              | 0                              | 6      | 2      | 20    | 5     |
| 2016-2017             | Zénith Saint-Pétersbourg | D1                    | 27          | 5           | 3                     | 1                     | C3                             | 8                              | 4                              | 2      | 0      | 40    | 10    |
| 2017-2018             | Zénith Saint-Pétersbourg | D1                    | 22          | 10          | -                     | -                     | C3                             | 13                             | 9                              | 4      | 0      | 39    | 19    |
| 2018-2019             | Zénith Saint-Pétersbourg | D1                    | 3           | 0           | 1                     | 1                     | C3                             | 1                              | 1                              | -      | -      | 5     | 2     |
| Sous-total            | Sous-total               | Sous-total            | 62          | 17          | 6                     | 3                     | -                              | 24                             | 14                             | 12     | 2      | 104   | 36    |
| 2019-2020             | FK Sotchi                | D1                    | 10          | 7           | -                     | -                     | -                              | -                              | -                              | -      | -      | 10    | 7     |
| Sous-total            | Sous-total               | Sous-total            | 10          | 7           | -                     | -                     | -                              | -                              | -                              | -      | -      | 10    | 7     |
| 2020-2021             | Spartak Moscou           | D1                    | 8           | 2           | 2                     | 0                     | -                              | -                              | -                              | -      | -      | 10    | 2     |
| Sous-total            | Sous-total               | Sous-total            | 8           | 2           | 2                     | 0                     | -                              | -                              | -                              | -      | -      | 10    | 2     |
| 2020-2021             | ACF Fiorentina           | Serie A               | 4           | 0           | -                     | -                     | -                              | -                              | -                              | -      | -      | 4     | 0     |
| 2021-2022             | ACF Fiorentina           | Serie A               | 6           | 0           | 1                     | 0                     | -                              | -                              | -                              | -      | -      | 7     | 0     |
| 2023-2024             | ACF Fiorentina           | Serie A               | -           | -           | -                     | -                     | C4                             | 1                              | 0                              | -      | -      | 1     | 0     |
| Sous-total            | Sous-total               | Sous-total            | 10          | 0           | 1                     | 0                     | -                              | 1                              | 0                              | 0      | 0      | 12    | 0     |
| Total sur la carrière | Total sur la carrière    | Total sur la carrière | 261         | 67          | 23                    | 6                     | -                              | 43                             | 20                             | 48     | 12     | 375   | 105   |

## Palmarès
Zénith Saint-Pétersbourg
- Champion de Russie en 2019
- Vainqueur de la Coupe de Russie en 2016

 Aris Limassol
- Champion de Chypre en 2023